# Екберт фон Болен унд Гальбах
Екберт Вольфґанґ Ебергард фон Болен унд Гальбах (нім. Eckbert Wolfgang Eberhard von Bohlen und Halbach; 31 серпня 1922, замок Блюнбах біля Зальцбурга, Австрія — 25 квітня 1945, біля Парми, Італія) — німецький офіцер, лейтенант вермахту.

## Біографія

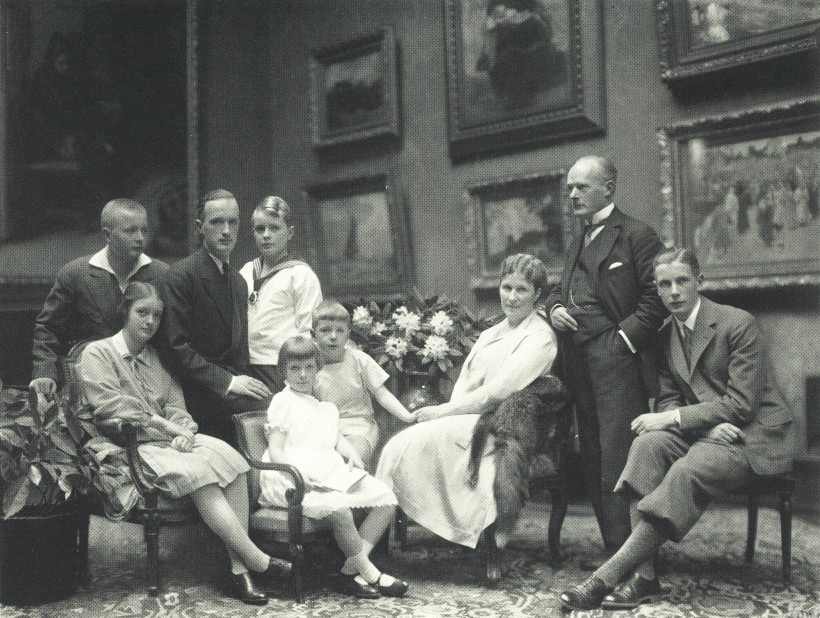
Густав Крупп з дружиною та дітьми (1928). Екберт — у центрі, тримає матір за руку.

Наймолодший син промисловця Густава Круппа і його дружини Берти. Значну частину юності провів на сімейній віллі Гюґель в Ессені. Закінчивши школу, вступив на службу у вермахт. 15 листопада 1943 року разом із братами, сестрами та Зітою фон Медінгер, вдовою загиблого в січні 1940 році старшого брата Клауса, підписав «Указ фюрера про сімейний бізнес фірми Friedrich Krupp AG», згідно якого вони всі відмовились від спадку, щоб сімейна фірма дісталась найстаршому брату Альфріду. Загинув 25 квітня 1945 року: Екберт потрапив у засідку, влаштовану італійськими партизанами.
Після війни Берта Крупп отримала від Екберта лист. Оскільки на ньому не було дати, родичі сподівались, що Екберт живий. Згодом його брат Бертольд, подорожуючи Італією, особисто переконався в смерті брата. Останки Екберта були доставлені в Ессен і поховані на сімейній ділянці цвинтаря Бреденай.

## Пам'ять
- На честь Екберта названа вулиця в Ессені (нім. Eckbertstraße).
- В 1938/45 роках ім'я Екберта носила вулиця в Магдебурзі.
- В 1962 році клуб планеристів Ессена назвав на честь Екберта планер Schleicher Ka 6.[1]